# San Miguel (El Salvador)
|  | Per a altres significats, vegeu «Departament de San Miguel». |

San Miguel és la capital administrativa del departament de San Miguel, al Salvador, des del 14 de juliol de 1875 i la seva ciutat més poblada. Té una extensió de 593,98 km² i està situat a 110 metres sobre el nivell del mar. La ciutat va ser fundada pel capità Luis Moscoso, el 8 de maig de 1530. Des de l'any 2000, és governada per l'alcalde Wilfredo Salgado.